# ربکا لانگ بایلی
ربکا لانگ بایلی (انگلیسی: Rebecca Long-Bailey؛ زادهٔ ۲۲ سپتامبر ۱۹۷۹) سیاست‌مدار عضو حزب کارگر و از انتخابات سراسری ۲۰۱۵ عضو پارلمان بریتانیا است. وی نامزد رهبر حزب کارگر بریتانیا در انتخابات سال ۲۰۲۰ است.